# Coupe des nations du Pacifique 2014
Navigation
Coupe 2013 Coupe 2015
La Coupe des nations du Pacifique 2014 (en anglais : Pacific Nations Cup 2014) est la neuvième édition de la compétition. Elle regroupe les équipes des Fidji, des Tonga, du Japon ainsi que les équipes du Canada, des États-Unis et des Samoa. Les six équipes sont réparties en deux conférences indépendantes. Aucun match de classement ni finale entre conférences n'est prévu. La conférence Nord-Pacifique (Canada, Japon, États-Unis) est remportée par le Japon et celle du Sud-Pacifique (Fidji, Samoa, Tonga) par les Samoa.
La compétition se déroule du 7 au 21 juin 2014.

## Conférence Nord-Pacifique

### Classement
| Rang | Pays       | J | V | N | D | Bo | Bd | Pm | Pe | Diff | Pts |
| ---- | ---------- | - | - | - | - | -- | -- | -- | -- | ---- | --- |
| 1    | Japon      | 2 | 2 | 0 | 0 | 0  | 1  | 71 | 54 | +17  | 9   |
| 2    | États-Unis | 2 | 1 | 0 | 1 | 1  | 1  | 67 | 72 | -5   | 6   |
| 3    | Canada     | 2 | 0 | 0 | 2 | 1  | 1  | 60 | 72 | -12  | 2   |

Légende

V: victoire(s)  N: nul(s)  D: défaite(s)  BO: bonus offensif(s)  BD: bonus défensif(s)  PM: points marqués  PE: points encaissés  Diff: différence de points  Pts: points obtenus
|  | Qualifié pour la finale (qui n'est pas jouée) |

Attribution des points : victoire : 4, match nul : 2, défaite : 0 ; plus les bonus (offensif : 4 essais marqués ; défensif : défaite par 7 points d'écart maximum).
Règles de classement : Lorsque deux équipes sont à égalité au nombre total de points terrain, la différence se fait aux nombres de point terrain particuliers entre les équipes à égalité.

### Calendrier des matchs

#### 1rejournée
| 7 juin 2014 18h00 | Canada | 25 - 34 | Japon | Swangard Stadium, Burnaby |
| 7 juin 2014 18h00 |        |         |       | Swangard Stadium, Burnaby |
| 7 juin 2014 18h00 |        |         |       | Swangard Stadium, Burnaby |

#### 3ejournée
| 21 juin 15h00 | États-Unis | 38 – 35 | Canada | Bonney Field, Sacramento, Californie |
| 21 juin 15h00 |            |         |        | Bonney Field, Sacramento, Californie |
| 21 juin 15h00 |            |         |        | Bonney Field, Sacramento, Californie |

## Conférence Sud-Pacifique

### Classement
| Rang | Pays  | J | V | N | D | Bo | Bd | Pm | Pe | Diff | Pts |
| ---- | ----- | - | - | - | - | -- | -- | -- | -- | ---- | --- |
| 1    | Samoa | 2 | 1 | 1 | 0 | 0  | 0  | 36 | 31 | +5   | 6   |
| 2    | Fidji | 2 | 1 | 0 | 1 | 1  | 1  | 58 | 35 | +23  | 6   |
| 3    | Tonga | 2 | 0 | 1 | 1 | 0  | 0  | 35 | 63 | -28  | 2   |

Légende

Voir ci-dessus à la conférence Nord-Pacifique
|  | Qualifié pour la finale (qui n'est pas jouée) |

Attribution des points : victoire : 4, match nul : 2, défaite : 0 ; plus les bonus (offensif : 4 essais marqués ; défensif : défaite par 7 points d'écart maximum).
Règles de classement : Lorsque deux équipes sont à égalité au nombre total de points terrain, la différence se fait au nombre de point terrain particuliers entre les équipes à égalité.

### Calendrier des matchs

#### 1rejournée
| 7 juin 2014 14h00 | Samoa | 18 - 18 | Tonga | Apia Park, Apia |
| 7 juin 2014 14h00 |       |         |       | Apia Park, Apia |
| 7 juin 2014 14h00 |       |         |       | Apia Park, Apia |

#### 2ejournée
| 14 juin 15h00 | Fidji | 45 – 17 | Tonga | Churchill Park, Lautoka |
| 14 juin 15h00 |       |         |       | Churchill Park, Lautoka |
| 14 juin 15h00 |       |         |       | Churchill Park, Lautoka |

#### 3ejournée
| 21 juin 15h00 | Fidji | 13 – 18 | Samoa | ANZ Stadium, Suva |
| 21 juin 15h00 |       |         |       | ANZ Stadium, Suva |
| 21 juin 15h00 |       |         |       | ANZ Stadium, Suva |

## Finale
La finale entre conférences pas plus que les matchs de classement n'ont été joués pour un motif indéterminé. La Coupe du Pacifique est donc réputée avoir été remportée conjointement par le Japon et les Samoa.